# Élections cantonales de 1895 dans la Somme
Les élections cantonales françaises de 1895 ont eu lieu le 28 juillet et 4 août 1895.

## Contexte départemental

### Assemblée départementale sortante
Avant les élections, le conseil général de la Somme est présidé par Albert Dauphin (Libéral), à la tête du département depuis 1892. Il comprend 41 conseillers généraux issus des 41 cantons de la Somme. 21 d'entre eux sont renouvelables lors de ces élections.
| Parti                              | Sigle | Sigle    | Élus |
| ---------------------------------- | ----- | -------- | ---- |
| Centre-droit (25 sièges)           |       |          |      |
| Association nationale républicaine |       | Rép.     | 23   |
| Union libérale républicaine        |       | Libéral  | 2    |
| Droite (9 sièges)                  |       |          |      |
| Conservateurs                      |       | Cons.    | 8    |
| Ralliés                            |       | Rallié   | 1    |
| Centre-gauche (7 sièges)           |       |          |      |
| Républicains radicaux              |       | Rad.     | 5    |
| Radicaux-socialistes               |       | Rad-soc. | 2    |
| Président du conseil général       |       |          |      |
| Albert Dauphin (Libéral)           |       |          |      |

## Conseil général élu
| Canton             | Conseiller sortant              | Étiquette | Candidat élu                    | Étiquette |
| ------------------ | ------------------------------- | --------- | ------------------------------- | --------- |
| Abbeville-Sud      | Alfred Le Sergeant de Monnecove | Cons.     | Adrien Le Coustellier           | Rép.      |
| Acheux-en-Amiénois | Charles Marie Faton de Faverney | Cons.     | Charles Marie Faton de Faverney | Cons.     |
| Albert             | Georges Le Feuvre d'Ovigne      | Cons.     | Charles Potez-Leduc             | Rad.      |
| Amiens-Nord-Ouest  | Lucien Fournier                 | Rad.      | Louis Dutilloy                  | SI        |
| Amiens-Sud-Est     | Fernand Lévecque                | Rad.      | Fernand Lévecque                | Rad.      |
| Amiens-Sud-Ouest   | Frédéric Petit ¹                | Rad-soc.  | Alphonse Paillat                | Rad.      |
| Ault               | Adéodat Gilson                  | Rad-soc.  | Adéodat Gilson                  | Rad-soc.  |
| Chaulnes           | Ernest Boinet                   | Rép.      | Ernest Boinet                   | Rép.      |
| Conty              | Alphonse de l'Épine             | Cons.     | Alphonse de l'Épine             | Cons.     |
| Corbie             | Alphonse Tonnel                 | Cons.     | Alphonse Tonnel                 | Cons.     |
| Crécy-en-Ponthieu  | Jules Sagebien*                 | Rép.      | Émile Coache                    | Rép.      |
| Domart-en-Ponthieu | François-Jules Brouilly         | Rép.      | François-Jules Brouilly         | Rép.      |
| Hallencourt        | Isaïe Niquet                    | Rép.      | Anschaire Deneux                | Rép.      |
| Ham                | Achille-Joseph Bernot           | Rép.      | Achille-Joseph Bernot           | Rép.      |
| Hornoy-le-Bourg    | Marie Arthur Danzel d'Aumont    | Cons.     | Eugène Leullier                 | Rép.      |
| Molliens-Vidame    | Jules Charles André             | Rép.      | Jules Charles André             | Rép.      |
| Montdidier         | Clovis Bourdon                  | Rad.      | Clovis Bourdon                  | Rad.      |
| Moreuil            | Armand Rousseaux                | Rép.      | Armand Rousseaux                | Rép.      |
| Moyenneville       | Louis Dumont                    | Rép.      | Henri des Lyons de Feuchin      | Rallié    |
| Péronne            | Alexandre Villemant             | Cons.     | Ernest Baudelot                 | Rép.      |
| Rue                | Anatole Gosselin                | Rép.      | Anatole Gosselin                | Rép.      |

*Conseillers généraux sortants ne se représentant pas
¹ Siège vacant à la suite du décès de Frédéric Petit, le 20 avril 1895.

### Élus
| Partis              | Partis                             | Conseillers sortants | Conseillers élus | Évolution     |
| ------------------- | ---------------------------------- | -------------------- | ---------------- | ------------- |
|                     | Association nationale républicaine | 9                    | 11               | 2             |
| Total Centre-droit  | Total Centre-droit                 | 9                    | 11               | 2             |
|                     | Conservateurs                      | 7                    | 3                | 4             |
|                     | Ralliés                            | 0                    | 1                | 1             |
| Total Droite        | Total Droite                       | 7                    | 4                | 3             |
|                     | Républicains radicaux              | 3                    | 4                | 1             |
|                     | Radicaux-socialistes               | 2                    | 1                | 1             |
| Total Centre-gauche | Total Centre-gauche                | 5                    | 5                | en stagnation |
|                     | Socialistes indépendants           | 0                    | 1                | 1             |
| Total Gauche        | Total Gauche                       | 0                    | 1                | 1             |

### Groupes politiques
| Parti                              | Sigle | Sigle    | Élus |
| ---------------------------------- | ----- | -------- | ---- |
| Centre-droit (27 sièges)           |       |          |      |
| Association nationale républicaine |       | Rép.     | 25   |
| Union libérale républicaine        |       | Libéral  | 2    |
| Droite (6 sièges)                  |       |          |      |
| Conservateurs                      |       | Cons.    | 4    |
| Ralliés                            |       | Rallié   | 2    |
| Centre-gauche (7 sièges)           |       |          |      |
| Républicains radicaux              |       | Rad.     | 6    |
| Radicaux-socialistes               |       | Rad-soc. | 1    |
| Gauche (1 siège)                   |       |          |      |
| Socialistes indépendants           |       | SI       | 1    |
| Président du conseil général       |       |          |      |
| Albert Dauphin (Libéral)           |       |          |      |